# Tyranovec domácí
Tyranovec domácí (Sayornis phoebe) je malý druh pěvce z čeledi tyranovitých (Tyrannidae). Hnízdí v otevřených lesích, na jejich okrajích, hospodářské půdě a v předměstských oblastech na východě Severní Ameriky. Je tažný, zimuje na jihu Spojených států a ve Střední Americe.
Dorůstá 12–16 cm, svrchu je šedohnědý a ze spodní strany bílý nebo šedý. Živí se zejména hmyzem, který často loví v letu; v menší míře požírá také bobule a ovoce. Hnízdo buduje ve skalních štěrbinách nebo na stavbách, např. na mostech či domech. V jedné snůšce bývá 3–8 světlých vajec, na kterých sedí po dobu 16 dnů. O mláďata pečují oba rodiče. Hnízdí obvykle 2× ročně. Často se také stává obětí hnízdního parazitismu ze strany vlhovce hnědohlavého (Molothrus ater).

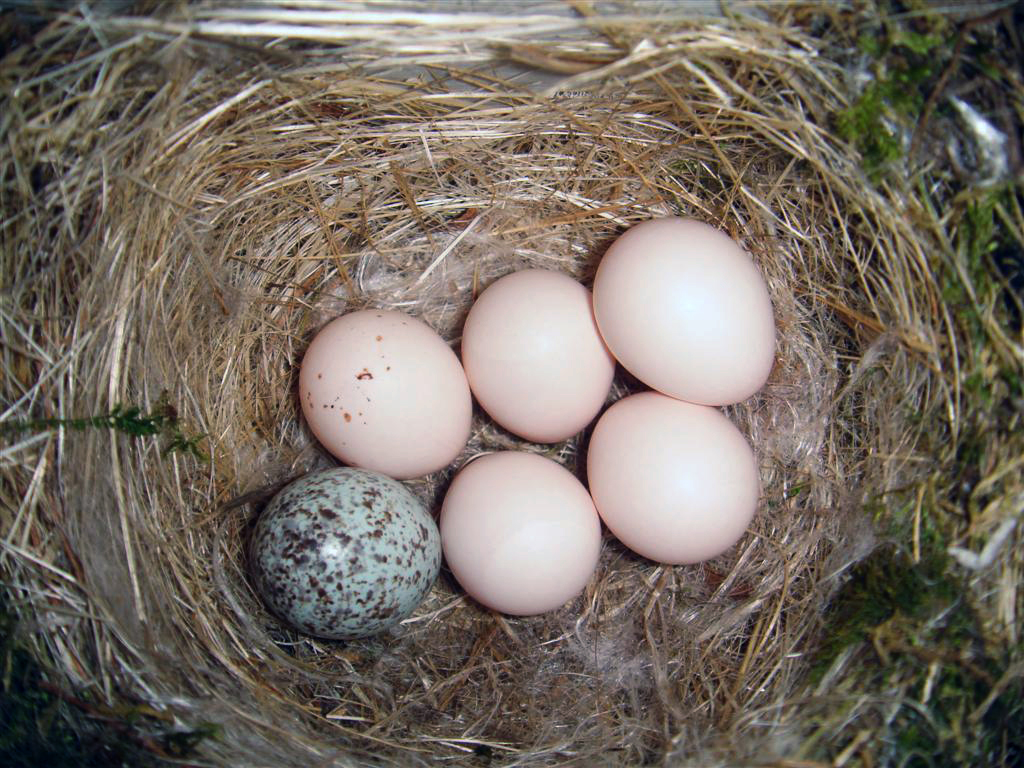
Hnízdo tyranovce domácího s vejcem vlhovce hnědohlavého